# چبینا، استان اوپوله
چبینا، استان آپوله (به لاتین: Trzebina, Opole Voivodeship) یک سکونتگاه مسکونی در لهستان است که در Gmina Lubrza, Opole Voivodeship واقع شده‌است.

## خصوصیات
چبینا ۸۰۶ نفر جمعیت دارد و ۲۶۰ متر بالاتر از سطح دریا واقع شده‌است.